# 茱莉亞·迪古何諾
茱莉亞·迪古何諾（法語：Julia Ducournau；1983年11月18日—）是法國電影導演與編劇，她的電影作品主要以利用身體恐怖開創類型片風格聞名。

## 生平
2016年，茱莉亞·迪古何諾完成首部劇情長片《肉獄》，講述一名進入獸醫學院就讀的素食主義少女，後來演變成無法抑制食肉的慾望，本片在第69屆坎城影展國際影評人週單元中首映，並獲得費比西國際影評人獎。2021年，她則以第2部長片《钛》於第74屆坎城影展正式競賽單元中獲得最高榮譽金棕櫚獎，成為第二位獲得該獎的女性導演。

## 電影作品
- 2016年：《肉獄》（Grave）
- 2021年：《钛》（Titane）
- 2025年：《阿尔法》（Alpha）

## 外部連結
- 茱莉亞·迪古何諾在互联网电影资料库（IMDb）上的資料（英文）